# Abbazia di Landévennec

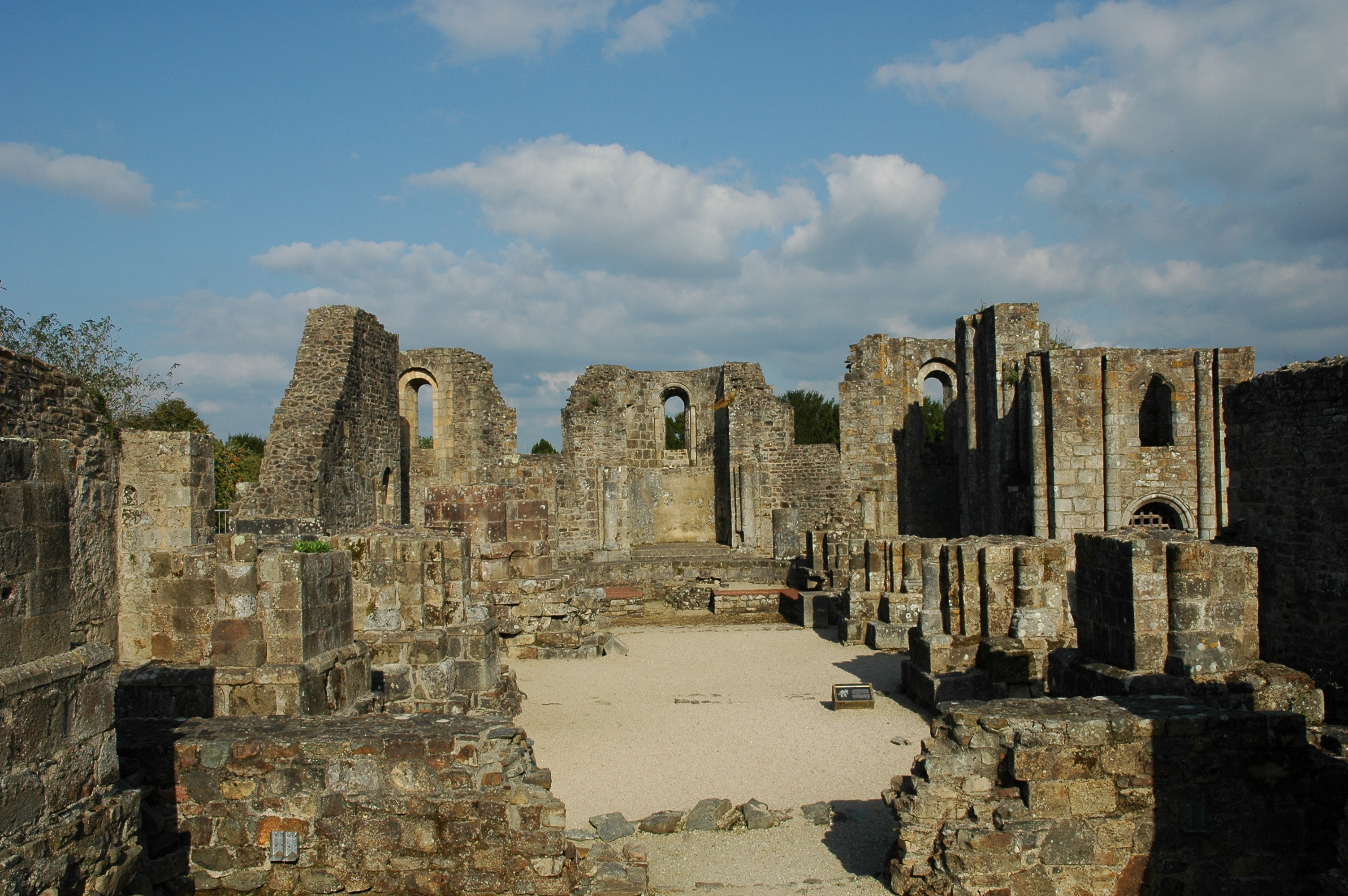
Le rovine dell'antica abbazia.

L'abbazia di san Vinvaleo di Landévennec (in francese Abbaye Saint-Guénolé de Landevénnec) è un'abbazia situata nel comune di Landévennec, in Bretagna. La tradizione vuole che sia stata fondata nel V secolo da san Vinvaleo, cosa che la rende una delle più antiche e importanti della Bretagna. Nel 1793 fu abbandonata, per essere rifondata nel 1958 da una comunità di monaci benedettini appartenenti alla congregazione sublacense. Il 26 maggio 1992 l'antica abbazia fu classificata come Monument historique.
Le rovine dell'antica abbazia e il museo storico sono accessibili al pubblico.

## Storia

### Antica abbazia di San Vinvaleo
Il nome Landévennec ha nel suo nome il prefisso "lann-", che in bretone indica un luogo religioso; non si è tuttavia ancora spiegata in modo certo l'etimologia della seconda parte del nome. Una delle versioni vuole che venga dal nome gallese del suo fondatore, Walloé (Vinvaleo).
Vinvaleo si stabilì nella regione dell'estuario dell'Aulne assieme a undici compagni, dove divenne in breve tempo amico del re Gradlon, primo re di Cornovaglia. La vita di san Vinvaleo ci è trasmessa dall'abate Gurdisten e dal monaco Clemente, fonte di Gurdisten.
L'abbazia fu fondata nel 485, e seguiva le regole del monachesimo irlandese, che prevedeva tra l'altro l'uso di tuniche bianche, di cappucci di lana e il tradizionale rispetto dei voti di obbedienza, castità e povertà. San Vinvaleo ebbe un ruolo fondamentale nella cristianizzazione della regione, e l'abbazia divenne così in breve tempo un centro fondamentale per la vita religiosa e monastica della Bretagna. Dopo la morte di Vinvaleo divenne abate san Guenaele.
Nell'818 Ludovico il Pio, imperatore del Sacro Romano Impero, giunse in Bretagna per conquistarla e convinse l'abate dell'epoca, Matmonoc, a rinunciare alla regola irlandese in favore di quella benedettina, senza che l'abbazia (all'epoca chiamata Lantowinnoc) perdesse però la sua influenza celtica, come testimonia il caratteristico stile dei codici miniati. Il IX secolo fu considerato l'età d'oro dell'abbazia di Landévennec.
A partire dall'884 i Normanni iniziarono le loro scorrerie in Bretagna, fino al giorno in cui, nel 913 saccheggiarono e incendiarono l'abbazia. I monaci fuggirono salvando le spoglie di san Vinvaleo, che furono portate a Montreuil-sur-Mer, dove trasferirono la biblioteca, i reliquiari e fondarono l'abbazia di San Walois.

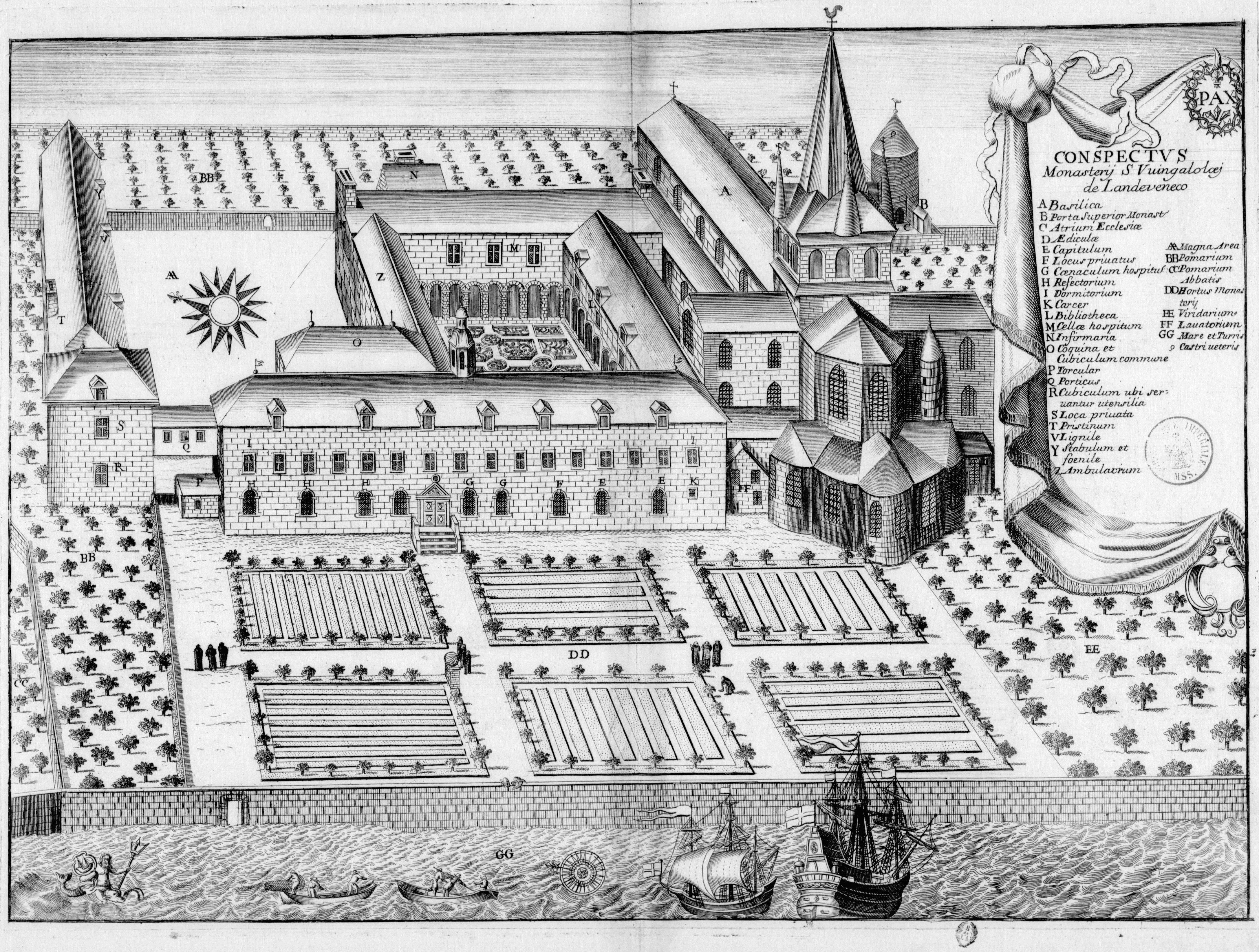
L'abbazia antica, incisione dal Monasticon Gallicanum.

Le invasioni vichinghe e l'influenza carolingia fecero fuggire molti Bretoni in Francia e Gran Bretagna, mentre la Bretagna occidentale si impoverì economicamente e culturalmente, perdendo anche moltissimi testi redatti nei monasteri.
L'abate Jean, capo della comunità monastica fuggita da Landévennec, riuscì a convincere Alano II Barbastorta, duca di Bretagna, a tentare di cacciare definitivamente i Normanni. Le battaglie svoltesi a Dol, Saint-Brieuc e a Nantes, nel 936, diedero ragione al duca, e così i monaci poterono tornare al monastero. Alano Barbastorta concesse all'abbazia la parrocchia di Batz-sur-Mer, il monastero di Saint-Médart-de-Doulon e le chiese di Saint-Cyr e Sainte-Croix, situate a Nantes.
A metà dell'XI secolo iniziò la costruzione della badia romanica, contemporaneamente alla redazione del cartulario di Landévennec.
Nel 1793, quando ormai restavano solo 4 monaci, l'abbazia fu abbandonata e poi venduta come bene nazionale, cosicché cambiò di proprietà almeno sei volte nel corso del secolo successivo.

### Nuova abbazia di San Vinvaleo

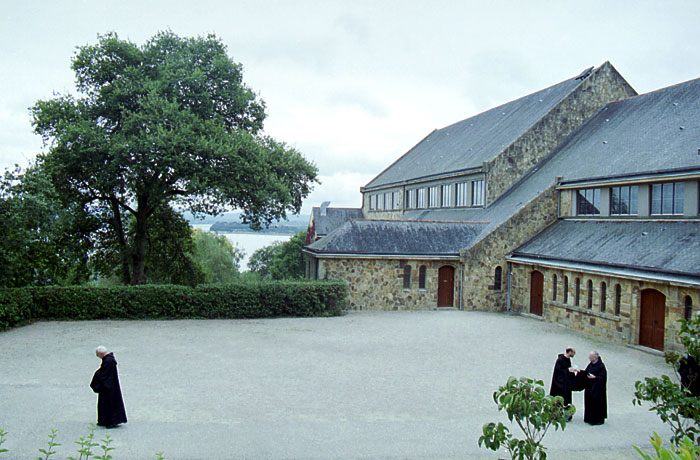
La nuova abbazia di Landévennec

Il 18 giugno 1950 fu decisa la costruzione di una nuova abbazia, che fu terminata e gestita dalla comunità benedettina di Kerbénéat, affiliata alla congregazione sublacense a partire dal 7 settembre 1958. Alla cerimonia di inaugurazione, oltre a una numerosa folla, parteciparono anche vescovi e abati di tutta la Bretagna.

## Scavi e museo
A partire dal 1978, sul luogo furono eseguiti degli scavi, durante i quali vennero alla luce reperti dell'età carolingia e romanica e il più antico chiostro d'Europa, risalente all'anno 1000.
Il museo fu inaugurato nel 1990, e raccoglie sepolcri, capitelli e manoscritti originari delle diverse epoche vissute dall'abbazia, mentre dal 1988 l'associazione Abati Landevenneg si occupa della gestione del sito archeologico. Annualmente vengono proposte esposizioni artistiche e musicali per far conoscere meglio il luogo.